# Красино (Дубьонський район)
Кра́сино (рос. Красино, ерз. Красино) — село у складі Дубьонського району Мордовії, Росія. Адміністративний центр Красинського сільського поселення.

## Населення
Населення — 382 особи (2010; 439 у 2002).
Національний склад (станом на 2002 рік):
- росіяни — 90 %